# Kastély község
Kastély község (románul: Comuna Coșteiu) község Temes megyében, Romániában. Központja Kastély, beosztott falvai Bégahosszúpatak, Bégakörtés, Lugosegres, Szapáryfalva.

## Népessége
A 2011-es népszámlálás adatai alapján a község népessége 3635 fő volt.